# Ministerstwo Spraw Wewnętrznych Francji
Ministerstwo Spraw Wewnętrznych Republiki Francuskiej (fr. Ministère de l'Intérieur) – jedno z najważniejszych ministerstw we Francji, które jest odpowiedzialne za bezpieczeństwo wewnętrzne kraju, ochronę przed przestępczością oraz pomoc w razie kataklizmu.
Ministerstwu Spraw Wewnętrznych RF podlegają następujące służby:
- Policja gł. Police nationale
- Obrona cywilna
- Służby mundurowe m.in. straż pożarna

Innymi obowiązkami Ministerstwa są:
- Wydawanie oraz rejestracja dokumentów tożsamości (dowody osobiste, paszporty) oraz praw jazdy. Dokumenty te są wydawane w lokalnych punktach MSW RF na terenie wszystkich prefektur.
- Przeprowadzenie wyborów lokalnych oraz ogólnokrajowych.
- Zarządanie lokalnymi oddziałami MSW RF działającymi na szczeblu prefektur oraz departamentów.

Ministerstwu Spraw Wewnętrznych Republiki Francuskiej podlega Police natonale i Direction Générale de la Sécurité Intérieure. Policja kryminalna podlega Ministerstwu Sprawiedliwości RF, natomiast Gendarmerie nationale Ministerstwu Obrony RF i MSW RF.